# Formuła 2 – Baku 2018
Runda Formuły 2 na torze Bakı Şəhər Halqası – Runda druga mistrzostw Formuły 2 w sezonie 2018.

## Wyniki

### Sesja treningowa
| Nr | Kierowca            | Konstruktor | Czas     | Okr. |
| -- | ------------------- | ----------- | -------- | ---- |
| 18 | Sérgio Sette Câmara | Carlin      | 1:57,136 | 15   |

### Kwalifikacje
Źródło: motorsport.com
| Poz. | Nr | Kierowca            | Konstruktor                     | Czas     | Poz. s. |
| ---- | -- | ------------------- | ------------------------------- | -------- | ------- |
| 1    | 5  | Alexander Albon     | DAMS                            | 1:54,480 | 1       |
| 2    | 19 | Lando Norris        | Carlin                          | 1:54,694 | 2       |
| 3    | 8  | George Russell      | ART Grand Prix                  | 1:54,842 | 3       |
| 4    | 14 | Luca Ghiotto        | Campos Vexatec Racing           | 1:54,980 | 4       |
| 5    | 17 | Santino Ferrucci    | Trident                         | 1:55,200 | 19      |
| 6    | 18 | Sérgio Sette Câmara | Carlin                          | 1:55,212 | 5       |
| 7    | 7  | Jack Aitken         | ART Grand Prix                  | 1:55,236 | 6       |
| 8    | 16 | Arjun Maini         | Trident                         | 1:55,474 | 7       |
| 9    | 4  | Nyck de Vries       | Petramina Prema Theodore Racing | 1:55,728 | 8       |
| 10   | 10 | Ralph Boschung      | MP Motorsport                   | 1:55,761 | 9       |
| 11   | 11 | Maximilian Günther  | BWT Arden                       | 1:55,970 | 17      |
| 12   | 2  | Tadasuke Makino     | Russian Time                    | 1:56,139 | 10      |
| 13   | 9  | Roberto Merhi       | MP Motorsport                   | 1:56,532 | 11      |
| 14   | 21 | Antonio Fuoco       | Charouz Racing System           | 1:57,090 | 12      |
| 15   | 20 | Louis Delétraz      | Charouz Racing System           | 1:57,105 | 13      |
| 16   | 12 | Nirei Fukuzumi      | BWT Arden                       | 1:57,351 | 18      |
| 17   | 3  | Sean Gelael         | Petramina Prema Theodore Racing | 1:57,508 | 14      |
| 18   | 1  | Artiom Markiełow    | Russian Time                    | 1:57,604 | 15      |
| 19   | 15 | Roy Nissany         | Campos Vexatec Racing           | 2:01,902 | 16      |
| 20   | 6  | Nicholas Latifi     | DAMS                            | 2:02,970 | 20      |
| Poz. | Nr | Kierowca            | Konstruktor                     | Czas     | Poz. s. |

Uwagi
1. ↑  Santino Ferrucci został zdyskwalifikowany za nieprzestrzeganie zasady o minimalnym ciśnieniu w oponach, lecz został dopuszczony do wyścigu.
2. 1 2  Obaj kierowcy BWT Arden zostali zdyskwalifikowani za złamanie zasady o maksymalnym dopuszczonym personelu zespołu, lecz zostali dopuszczeni do wyścigu.
3. ↑  Nicholas Latifi nie spełnił reguły 107% czasu, lecz został dopuszczony do wyścigu.

### Główny wyścig

#### Wyścig
Źródło: motorsport.com
| P                 | + / –     | Nr | Kierowca            | Konstruktor                     | Okr. | Czas / Strata | Komentarz       |
| ----------------- | --------- | -- | ------------------- | ------------------------------- | ---- | ------------- | --------------- |
| 1                 | Bez zmian | 5  | Alexander Albon     | DAMS                            | 29   | 1:03:41,627   |                 |
| 2                 | 4         | 7  | Jack Aitken         | ART Grand Prix                  | 29   | +0:01,992     | [ a ]           |
| 3                 | 9         | 21 | Antonio Fuoco       | Charouz Racing System           | 29   | +0:02,958     |                 |
| 4                 | 1         | 18 | Sérgio Sette Câmara | Carlin                          | 29   | +0:05,846     |                 |
| 5                 | 15        | 6  | Nicholas Latifi     | DAMS                            | 29   | +0:07,099     |                 |
| 6                 | 4         | 19 | Lando Norris        | Carlin                          | 29   | +0:07,612     | [ a ]           |
| 7                 | 2         | 10 | Ralph Boschung      | MP Motorsport                   | 29   | +0:12,698     |                 |
| 8                 | 3         | 9  | Roberto Merhi       | MP Motorsport                   | 29   | +0:14,324     |                 |
| 9                 | 1         | 2  | Tadasuke Makino     | Russian Time                    | 29   | +0:15,619     | [ a ]           |
| 10                | 4         | 3  | Sean Gelael         | Petramina Prema Theodore Racing | 29   | +0:20,826     |                 |
| 11                | 8         | 17 | Santino Ferrucci    | Trident                         | 29   | +0:45,720     |                 |
| 12                | 9         | 8  | George Russell      | ART Grand Prix                  | 29   | +0:59,009     |                 |
| 13                | 5         | 12 | Nirei Fukuzumi      | BWT Arden                       | 29   | +1:55,517     |                 |
| Niesklasyfikowani |           |    |                     |                                 |      |               |                 |
|                   |           | 4  | Nyck de Vries       | Petramina Prema Theodore Racing | 24   | +5 okr.       | hamulce         |
|                   |           | 1  | Artiom Markiełow    | Russian Time                    | 22   | +7 okr.       | silnik          |
|                   |           | 15 | Roy Nissany         | Campos Vexatec Racing           | 17   | +12 okr.      | wypadek         |
|                   |           | 16 | Arjun Maini         | Trident                         | 7    | +22 okr.      | skrzynia biegów |
|                   |           | 11 | Maximilian Günther  | BWT Arden                       | 6    | +23 okr.      | zawieszenie     |
|                   |           | 14 | Luca Ghiotto        | Campos Vexatec Racing           | 0    | +29 okr.      | wypadek         |
|                   |           | 20 | Louis Delétraz      | Charouz Racing System           | 0    | +29 okr.      | wypadek         |
| P                 | + / –     | Nr | Kierowca            | Konstruktor                     | Okr. | Czas / Strata | Komentarz       |

Uwagi
1. 1 2 3  Jack Aitken, Lando Norris i Tadasuke Makino wystartowali z pit-lane po tym, jak ich samochody nie ruszyły z miejsca podczas startu.

#### Najszybsze okrążenie
| Nr | Kierowca       | Konstruktor    | Czas     | Okr. |
| -- | -------------- | -------------- | -------- | ---- |
| 8  | George Russell | ART Grand Prix | 1:56,385 | 28   |

#### Premia za najszybsze okrążenie w TOP 10
| Nr | Kierowca      | Konstruktor           | Czas     | Okr. |
| -- | ------------- | --------------------- | -------- | ---- |
| 21 | Antonio Fuoco | Charouz Racing System | 1:57,409 | 23   |

### Sprint

#### Wyścig
Źródło: motorsport.com
| P                                                     | + / –     | Nr | Kierowca            | Konstruktor                     | Okr. | Czas / Strata | Komentarz       |
| ----------------------------------------------------- | --------- | -- | ------------------- | ------------------------------- | ---- | ------------- | --------------- |
| 1                                                     | 11        | 8  | George Russell      | ART Grand Prix                  | 21   | 41:32,101     |                 |
| 2                                                     | 12        | 4  | Nyck de Vries       | Petramina Prema Theodore Racing | 21   | +0:04,774     |                 |
| 3                                                     | 1         | 6  | Nicholas Latifi     | DAMS                            | 21   | +0:05,016     |                 |
| 4                                                     | 1         | 19 | Lando Norris        | Carlin                          | 21   | +0:05,842     |                 |
| 5                                                     | 12        | 16 | Arjun Maini         | Trident                         | 21   | +0:13,606     |                 |
| 6                                                     | 5         | 17 | Santino Ferrucci    | Trident                         | 21   | +0:19,108     |                 |
| 7                                                     | 6         | 9  | Roberto Merhi       | MP Motorsport                   | 21   | +0:22,391     |                 |
| 8                                                     | 6         | 10 | Ralph Boschung      | MP Motorsport                   | 21   | +0:24,379     |                 |
| 9                                                     | Bez zmian | 2  | Tadasuke Makino     | Russian Time                    | 21   | +0:25,130     |                 |
| 10                                                    | 10        | 20 | Louis Delétraz      | Charouz Racing System           | 21   | +0:46,561     |                 |
| 11                                                    | 4         | 7  | Jack Aitken         | ART Grand Prix                  | 21   | +1:20,531     |                 |
| 12                                                    | 1         | 12 | Nirei Fukuzumi      | BWT Arden                       | 21   | +1:27,942     |                 |
| 13                                                    | 5         | 5  | Alexander Albon     | DAMS                            | 21   | +1:33,104     |                 |
| 14                                                    | 5         | 14 | Luca Ghiotto        | Campos Vexatec Racing           | 20   | +1 okr.       |                 |
| 15                                                    | 3         | 11 | Maximilian Günther  | BWT Arden                       | 18   | +3 okr.       | przekładnia     |
| Niesklasyfikowani                                     |           |    |                     |                                 |      |               |                 |
|                                                       |           | 3  | Sean Gelael         | Petramina Prema Theodore Racing | 11   | +10 okr.      | wypadek         |
|                                                       |           | 15 | Roy Nissany         | Campos Vexatec Racing           | 2    | +19 okr.      | skrzynia biegów |
|                                                       |           | 1  | Artiom Markiełow    | Russian Time                    | 1    | +20 okr.      | silnik          |
| Nie wystartowali / niedopuszczeni do ponownego startu |           |    |                     |                                 |      |               |                 |
|                                                       |           | 21 | Antonio Fuoco       | Charouz Racing System           | 0    |               | elektryka       |
| Zdyskwalifikowani                                     |           |    |                     |                                 |      |               |                 |
|                                                       |           | 18 | Sérgio Sette Câmara | Carlin                          | 21   | +0:02,604     | [ a ]           |
| P                                                     | + / –     | Nr | Kierowca            | Konstruktor                     | Okr. | Czas / Strata | Komentarz       |

Uwagi
1. ↑  Sérgio Sette Câmara został zdyskwalifikowany za nieodpowiednią ilość paliwa po powrocie do pitów. Wyścig ukończył na 2. miejscu.

#### Najszybsze okrążenie
| Nr | Kierowca    | Konstruktor    | Czas     | Okr. |
| -- | ----------- | -------------- | -------- | ---- |
| 7  | Jack Aitken | ART Grand Prix | 1:56,774 | 21   |

#### Premia za najszybsze okrążenie w TOP 10
| Nr | Kierowca       | Konstruktor    | Czas     | Okr. |
| -- | -------------- | -------------- | -------- | ---- |
| 8  | George Russell | ART Grand Prix | 1:56,891 | 18   |

## Klasyfikacja po zakończeniu rundy

### Kierowcy
| P  | +/− | Kierowca            | Starty | Punkty | P1 | P2 | P3 | PP | NO | NS |
| -- | --- | ------------------- | ------ | ------ | -- | -- | -- | -- | -- | -- |
| 1  | 0   | Lando Norris        | 4      | 55     | 1  | –  | –  | 1  | 1  | –  |
| 2  | +4  | Alexander Albon     | 4      | 41     | 1  | –  | –  | 1  | –  | –  |
| 3  | 0   | Sérgio Sette Câmara | 4      | 40     | –  | 1  | 1  | –  | –  | 1  |
| 4  | −2  | Artiom Markiełow    | 4      | 30     | 1  | –  | 1  | –  | –  | 2  |
| 5  | 0   | Nyck de Vries       | 4      | 28     | –  | 1  | –  | –  | 1  | 1  |
| 6  | +1  | George Russell      | 4      | 27     | 1  | –  | –  | –  | 1  | –  |
| 7  | +4  | Jack Aitken         | 4      | 20     | –  | 1  | –  | –  | –  | –  |
| 8  | +6  | Nicholas Latifi     | 4      | 20     | –  | –  | 1  | –  | –  | –  |
| 9  | +7  | Antonio Fuoco       | 3      | 17     | –  | –  | 1  | –  | 1  | –  |
| 10 | −6  | Maximilian Günther  | 4      | 16     | –  | 1  | –  | –  | –  | 1  |
| 11 | −1  | Ralph Boschung      | 4      | 10     | –  | –  | –  | –  | –  | –  |
| 12 | −4  | Sean Gelael         | 4      | 7      | –  | –  | –  | –  | –  | 1  |
| 13 | +4  | Arjun Maini         | 4      | 6      | –  | –  | –  | –  | –  | 1  |
| 14 | +1  | Roberto Merhi       | 3      | 6      | –  | –  | –  | –  | –  | –  |
| 15 | +3  | Santino Ferrucci    | 4      | 4      | –  | –  | –  | –  | –  | –  |
| 16 | −7  | Luca Ghiotto        | 4      | 4      | –  | –  | –  | –  | –  | 1  |
| 17 | +3  | Tadasuke Makino     | 4      | 2      | –  | –  | –  | –  | –  | –  |
| 18 | −6  | Nirei Fukuzumi      | 4      | 1      | –  | –  | –  | –  | –  | –  |
| 19 | −6  | Louis Delétraz      | 4      | 0      | –  | –  | –  | –  | –  | 1  |
| 20 | −1  | Roy Nissany         | 4      | 0      | –  | –  | –  | –  | –  | 2  |
| P  | +/− | Kierowca            | Starty | Punkty | P1 | P2 | P3 | PP | NO | NS |

### Zespoły
| P  | +/− | Konstruktor                     | Starty | Punkty | P1 | P2 | P3 | PP | NO | NS |
| -- | --- | ------------------------------- | ------ | ------ | -- | -- | -- | -- | -- | -- |
| 1  | 0   | Carlin                          | 8      | 95     | 1  | 1  | 1  | 1  | 1  | 1  |
| 2  | +3  | DAMS                            | 8      | 61     | 1  | –  | 1  | 1  | –  | –  |
| 3  | +3  | ART Grand Prix                  | 8      | 47     | 1  | 1  | –  | –  | 1  | –  |
| 4  | −1  | Petramina Prema Theodore Racing | 8      | 35     | –  | 1  | –  | –  | 1  | 2  |
| 5  | −3  | Russian Time                    | 8      | 32     | 1  | –  | 1  | –  | –  | 2  |
| 6  | +3  | Charouz Racing System           | 7      | 17     | –  | –  | 1  | –  | 1  | 1  |
| 7  | −3  | BWT Arden                       | 8      | 17     | –  | 1  | –  | –  | –  | 1  |
| 8  | 0   | MP Motorsport                   | 7      | 16     | –  | –  | –  | –  | –  | –  |
| 9  | +1  | Trident                         | 8      | 10     | –  | –  | –  | –  | –  | 1  |
| 10 | −3  | Campos Vexatec Racing           | 8      | 4      | –  | –  | –  | –  | –  | 3  |
| P  | +/− | Konstruktor                     | Starty | Punkty | P1 | P2 | P3 | PP | NO | NS |